# Liste der Staatsoberhäupter 62
Übersicht
◄◄ | ◄ | 58 | 59 | 60 | 61 | Liste der Staatsoberhäupter 62 | 63 | 64 | 65 | 66 | ► | ►►

Weitere Ereignisse

## Afrika
- Aksumitisches Reich
  - König: s. Aksumitisches Reich

- Reich von Kusch
  - vgl. Liste der Könige von Nubien#Meroitische Periode

- Römisches Reich
  - Provincia Romana Aegyptus
    - Präfekt: Lucius Iulius Vestinus (60–62)

## Asien
- Armenien
  - König: Trdat I. (61–75)

- China
  - Kaiser: Han Mingdi (57–75)

- Iberien (Kartlien)
  - König: Mirdat I. (58–106)

- Indien
  - Indo-Parthisches Königreich
    - König: Abdagases I. (50–65)

  - Satavahana
    - König: vgl. Liste der Herrscher von Satavahana

- Japan (Legendäre Kaiser)
  - Kaiser: Suinin (29 v. Chr.–70)

- Judäa
  - König: Herodes Agrippa II. (50–70)

- Kleinarmenien
  - König: Aristobulos (54–72)

- Kommagene
  - König: Antiochos IV. (38–72)

- Korea
  - Baekje
    - König: Daru (29–77)

  - Gaya
    - König: Suro (42–199?)

  - Silla
    - König: Talhae (57–80)

- Kuschana
  - König: Kujula Kadphises (30–80)

- Nabataea
  - König: Malichus II. (Maliku) (40–70)

- Osrhoene
  - König: Ma'nu VI. (57–71)

- Partherreich
  - Schah (Großkönig):Vologaeses I. (51–76/80)

- Pontos
  - König: Polemon II. (38–64)

- Römisches Reich
  - Provincia Romana Iudaea
    - Prokurator: Porcius Festus (60–62)
    - Prokurator: Lucceius Albinus (62–64)
    - Hohepriester von Judäa: Joseph Kabi ben Simon (61–62)
    - Hohepriester von Judäa: Hannas ben Hannas (62)
    - Hohepriester von Judäa: Jesus ben Damnaios (62–63)

  - Provincia Romana Syria
    - Präfekt: Gnaeus Domitius Corbulo (59/60–63)

## Europa
- Bosporanisches Reich
  - König: Kotys I. und Eunike (45/46–68/69)

- Römisches Reich
  - Kaiser: Nero (54–68)
    - Konsul: Publius Marius (62)
    - Konsul: Lucius Afinius Gallus (62)
    - Suffektkonsul: Publius Petronius Niger (62)
    - Suffektkonsul: Quintus Manlius Ancharius Tarquitius Saturninus (62)
    - Suffektkonsul: Quintus Iunius Marullus (62)
    - Suffektkonsul: Titus Clodius Eprius Marcellus (62)

  - Provincia Romana Britannia
    - Legat: Publius Petronius Turpilianus (61–63)